# Твердий розчин
Тверді́ ро́зчини — це однорідні кристалічні або аморфні фази, що складаються з двох і більше компонентів, і які зберігають свою гомогенність при зміні співвідношення компонентів. Твердий розчин при зміні свого складу, у межах так званої ділянки гомогенності, зберігає свою початкову кристалічну структуру та однорідність. Поза межами вказаної ділянки може відбуватися розпад твердого розчину (Ексолюція).

## Історична довідка
Уявлення про тверді розчини як однорідні системи твердих речовин, співвідношення між якими може змінюватись без втрати гомогенності, було введене Якобом Вант-Гоффом у 1890 році. У 1899 році Г. Розенбом увів основні типи діаграм стану подвійних систем з твердими розчинами і встановив правило про склад твердих розчинів і рідких фаз, які перебувають у стані рівноваги. У 1930-х англійський металознавець Вільям Юм-Ротері встановив, що кристалічна структура сплавів визначається співвідношеннями радіусів атомів компонентів, числом валентних електронів і різницею електронегативностей, що дозволило сформулювати правила Юм-Ротері, які визначають закономірності утворення твердих розчинів.

## Типи твердих розчинів
При утворенні твердого розчину один іх компонентів зберігає власну кристалічну ґратку (розчинник), а інший у вигляді окремих атомів розподіляється у його кристалічній ґратці. Залежно від характеру їх розміщення в ґратці розчинника розрізняють:
- тверді розчини заміщення;
- тверді розчини проникнення.

У самостійну окрему групу можна також виділити так звані тверді розчини віднімання, які за своєю природою належать до нестехіометричних дефектних фаз.
Утворення відповідного твердого розчину пов'язане з типом кристалічної ґратки та співвідношенням атомних радіусів компонентів.